# Chevy
Chevy var ett band bestående av Lasse Lindh, Karl-Jonas Winqvist, Mikael Thornqvist, Macrus Palm och Urban Lindh (Lasses pappa).

## Diskografi

### EP
- 1995 – I think I'm Nervous

### Singlar
- 1995 – In My Head